# Cyllodes ater
Cyllodes ater  (лат.) — вид жуков-блестянок. Длина тела взрослых насекомых (имаго) 3,5—4,5 мм. Тело короткие, яйцевидное, сильно выпуклое, блестящее, чёрное, реже рыжеватое. Развиваются на древесных грибах.